# Araneus lanio
Araneus lanio este o specie de păianjeni din genul Araneus, familia Araneidae, descrisă de Levi, 1991. Conform Catalogue of Life specia Araneus lanio nu are subspecii cunoscute.